# John Laurance
John Laurance (Falmouth, 1750 – New York, 1810. november 11.) az Amerikai Egyesült Államok szenátora (New York, 1796–1800).